# Callistethus buchwaldianus
Callistethus buchwaldianus är en skalbaggsart som beskrevs av Ohaus 1908. Callistethus buchwaldianus ingår i släktet Callistethus och familjen Rutelidae. Inga underarter finns listade.